# Greci bizantini
Grecii bizantini au fost est-romanii vorbitori de limba greacă și creștini ortodocși din Antichitatea târzie și din Evul Mediu. Ei au fost principalii locuitori ai Imperiului Bizantin (Imperiul Roman de Răsărit), ai Constantinopolului și din Asia Mică (Turcia modernă), ai insulelor grecești, Ciprului și al unor porțiuni din sudul Peninsulei Balcanice și au format minorități mari sau majorități în centrele urbane de pe coasta Levantului și în nordul Egiptului. De-a lungul istoriei lor, grecii bizantini s-au auto-identificat drept romani (în greacă Ῥωμαῖοι, Rhōmaîoi), dar au fost denumiți „greci bizantini” de către istoriografia modernă. Vorbitorii de limbă latină i-au identificat pur și simplu ca greci sau cu termenul romei. 
Structura socială a grecilor bizantini a fost susținută în primul rând de o bază rurală, agrară, care consta din țărănime și o mică parte a celor săraci. Acești țărani trăiau în trei tipuri de așezări: corion sau satul, agridion sau cătunul și proasteion sau moșia. Multe tulburări civile care au avut loc în timpul Imperiului Bizantin au fost atribuite unor facțiuni politice din interiorul Imperiului și nu acestei baze populare mari. Soldații greci bizantini au fost, la început, recrutați în rândul țăranilor din mediul rural și instruiți anual. Pe măsură ce Imperiul Bizantin a intrat în secolul al XI-lea, mai mulți soldați din cadrul armatei erau fie militari profesioniști, fie mercenari. 
Până în secolul al XII-lea, educația în cadrul populației grecești bizantine a fost mai avansată decât în Occident, în special la nivelul școlii primare, ceea ce a dus la rate de alfabetizare relativ ridicate. Comercianții greci bizantini au avut mult succes, ei s-au bucurat de o poziție foarte puternică în cadrul comerțului internațional. În ciuda provocărilor reprezentate de comercianții italieni rivali, aceștia și-au păstrat propriul drum în toată a doua jumătate a existenței Imperiului Bizantin. Clerul deținea, de asemenea, un loc special, nu numai că avea mai multă libertate decât omologii lor occidentali, dar și menținea un patriarh în Constantinopol, care era considerat egalul papei. Această poziție de forță s-a construit de-a lungul timpului, deoarece la începutul Imperiului Bizantin, sub conducerea împăratului Constantin cel Mare (domnie: 306–337), doar o mică parte, aproximativ 10%, din populație era creștină. 
Utilizarea limbii grecești era deja răspândită în părțile de est ale imperiului roman atunci când împăratul  Constantin și-a mutat capitala la Constantinopol, deși latina era limba administrației imperiale. Odată cu domnia împăratului Heraclius I (în perioada 610–641), limba greacă a fost limba predominantă în rândul populației și a înlocuit și limba latină în administrație. La început, Imperiul Bizantin a avut un caracter multietnic, însă, în urma pierderii provinciilor non-grecești odată cu cuceririle musulmane din secolul al VII-lea, a ajuns să fie dominat de grecii bizantini, care au locuit în inima imperiului de mai târziu: în Cipru, Grecia, Turcia și Sicilia din prezent, precum și porțiuni din sudul Bulgariei, Crimeea și Albania din prezent. În timp, relația dintre ei și Occident, în special cu Europa Latină, s-a deteriorat. 
Relațiile au fost deteriorate în continuare de o schismă între Occidentul catolic și Orientul ortodox care a determinat grecii bizantini să fie etichetați ca eretici în Occident. De-a lungul secolelor ulterioare ale Imperiului Bizantin și în special în urma încoronării imperiale a regelui francilor, Carol cel Mare (domnie  768–814), în 800 în Roma, bizantinii nu au fost considerați de către occidentalii europeni drept moștenitori ai Imperiului Roman, ci mai degrabă ca făcând parte dintr-un regat grecesc de est. 
Pe măsură ce Imperiul Bizantin a decăzut, bizantinii și pământurile lor au intrat sub dominație străină, în cea mai mare parte sub stăpânire otomană. Denumirea de „Rûm” („roman”) pentru subiecții ortodocși de limbă greacă ai otomanilor și „Rum millet” („națiune romană”) pentru toate populațiile ortodoxe răsăritene a fost păstrată atât de grecii otomani cât și de stăpânii lor otomani și a dăinuit până în secolul al XX-lea.

## Terminologie

Vulturul cu cap dublu, emblema dinastiei Paleolog.

În cea mai mare parte a Evului Mediu, grecii bizantini s-au auto-identificat drept Rhōmaîoi (Ῥωμαῖοι  "Romani", adică cetățeni ai Imperiului Roman), termen care în limba greacă devenise sinonim cu grecii creștini. Termenul latinizat Graikoí (Γραικοί, „greci”) a fost de asemenea folosit, deși utilizarea sa a fost mai puțin comună și inexistentă în corespondența politică bizantină oficială, înainte de a patra cruciadă din 1204.
În timp ce acest termen latin pentru elenii antici putea fi folosit în mod neutru, folosirea de către occidentali începând cu secolul al IX-lea pentru a contesta revendicările bizantine asupra moștenirii romane antice a făcut din el un exonim derogatoriu pentru bizantinii care abia dacă îl foloseau, mai ales în contexte legate de Occident, cum ar fi textele referitoare la Consiliul de la Florența, pentru a prezenta punctul de vedere occidental. Numele străvechi Hellenes era sinonim cu „păgân” în uz popular, dar a fost reînviat ca etnonim în perioada Bizantinului Mijlociu (secolul al XI-lea). 
În timp ce în Occident, termenul „Roman” a dobândit un sens nou în legătură cu Biserica Catolică și Episcopul Romei, forma greacă „Romaioi” a rămas atașată de grecii Imperiului Roman de Răsărit. Termenul "greci bizantini" este un exonim aplicat de istoricii de mai târziu, precum Hieronymus Wolf ; Cetățenii „bizantini” au continuat să se numească Romaioi (romani) în limba lor.. În ciuda schimbării terminologiei în Occident, vecinii estici ai Imperiului Bizantin, cum ar fi arabii, au continuat să se refere la bizantini ca „romani”, ca de exemplu în cea de-a 30-a Sura a Coranului (Ar-Rum).
Cuvântul „Roman” (Rum millet, „națiunea romană”) a fost folosit și de către rivalii otomani de mai târziu ai bizantinilor, iar echivalentul său turc Rûm, „Roman”, continuă să fie folosit oficial de guvernul Turciei pentru a denumi ortodocșii greci nativi (Rumlar) din Istanbul, precum și Patriarhia Ecumenică de Constantinopol (în turcă Rum Ortodoks Patrikhanesi, "Patriarhia ortodoxă romană"). 
Printre populațiile slave din sud-estul Europei, cum ar fi bulgarii și sârbii, numele „Rhomaioi” (romani) în limbile lor a fost tradus cel mai frecvent ca „Greki” (greci). Unele texte slavone din perioada medievală timpurie au folosit și termenii Rimljani sau Romei. În surse bulgare medievale, împărații bizantini au fost „Țarii Grecilor”, iar Imperiul Bizantin a fost cunoscut sub numele de „Țaratul grecilor”. Ambii conducători ai Despotatului Epirului și ai Imperiului din Niceea au fost, de asemenea, „țari greci care conduceau poporul grec”.
În egală măsură, printre popoarele nordice, cum ar fi islandezii, varegii (vikingii) și alte popoare scandinave, „Rhomaioii” (romanii) au fost numiți „Grikkr” (greci). Există diferite inscripții runice lăsate în Norvegia, Suedia și chiar la Atena de călători și membri din Garda Varegă, cum ar fi pietrele runice grecești din  și Leul din Pireu, pe care găsim termenii Grikkland (Grecia) și Grikkr referindu-se la activitatea nordicilor în Imperiul Bizantin și interacțiunea cu bizantinii. 

## Societate
Deși mobilitatea socială nu era necunoscută în Bizanț, ordinea societății era considerată ca fiind mai trainică, iar omul obișnuit considera curtea Raiului ca arhetipul curții imperiale din Constantinopol.
Această societate cuprindea diverse clase de oameni care nu erau exclusive și nici neschimbătoare. Cele mai caracteristice clase erau săracii, țăranii, soldații, profesorii, antreprenorii și clerul.  

### Săracii
Potrivit unui text din anul 533 d.Hr., un bărbat era denumit „sărac” dacă nu avea 50 de monede de aur (aurei), ceea ce reprezenta o sumă modestă, deși deloc neglijabilă. Bizantinii erau moștenitori ai conceptelor grecești despre caritate de dragul polisului; cu toate acestea, conceptele creștine atestate în Biblie le-au animat obiceiurile de a dărui și mai ales au urmat exemplele lui Vasile cel Mare din Cezareea (care este echivalentul grecesc al lui Moș Crăciun), Grigorie de Nyssa și Ioan Gură de Aur.  
Numărul săracilor a fluctuat în numeroasele secole din existența Bizanțului, dar au furnizat o sursă constantă de forță de muncă pentru proiectele de construcții și lucrările rurale. Numărul acestora aparent a crescut la sfârșitul secolului al IV-lea și la începutul secolului al V-lea, deoarece raidurile barbare și dorința de a evita impozitarea au împins populațiile rurale în orașe.
Încă din perioada lui Homer, la greci existau mai multe categorii de sărăcie: ptochos ( πτωχός , „sărac pasiv”) care era mai prejos decât penes (πένης, „sărac activ”). Aceștia au format majoritatea bandelor de răufăcători din Constantinopol asemănători cu cei din Roma Antică. Cu toate acestea, deși au fost câteva revolte atribuite săracilor, majoritatea tulburărilor civile au fost atribuite în mod special diferitelor facțiuni ale Hipodromului precum Verzii (Prasinoi) și Albaștrii (Venetoi).
Cei săraci au format un procent însemnat al populației, ei au influențat societatea creștină din Bizanț pentru a crea o rețea mare de spitale (iatreia, ιατρεία ) și de aziluri pentru săraci. A fost creat un model religios și social justificat în mare măsură de existența săracilor născut din transformarea creștină a societății clasice. 

### Țăranii
Nu există cifre fiabile în ceea ce privește numărul țărănilor, cu toate acestea, se presupune că marea majoritate a grecilor bizantini a locuit în zonele rurale și agrare. În tratatul Taktika (Τακτικά) al împăratului Leo al VI-lea Înțeleptul (domnie 886–912), cele două profesii definite drept coloana vertebrală a statului sunt țărănimea (geōrgikē, γεωργική, „fermieri”) și soldații (stratiōtikē, στρατιωτική). Motivul a fost că, pe lângă producerea majorității hranei Imperiului, țăranii au produs și cea mai mare parte a impozitelor sale. 
Țăranii locuiau mai ales în sate, al căror nume s-a schimbat încet din clasicul  kome (κώμη) în modernul chorio (χωριό). În timp ce agricultura și pășunatul erau ocupațiile dominante ale sătenilor, acestea nu erau singurele. Există înregistrări ale micului oraș Lampsakos, situat pe țărmul estic al Hellespontului, care din 173 de gospodării clasifică 113 ca țărănești și 60 ca urbane, ceea ce indică alte tipuri de activități auxiliare. 
Tratatul de impozitare, păstrat în Biblioteca Marciana din Veneția, face distincția între trei tipuri de așezări rurale, chorion (greacă: χωρίον) sau satul, agridion (greacă: αγρίδιον) sau cătunul și proasteion (greacă: προάστειον) sau moșie.  Conform unui sondaj din secolul al XIV-lea al satului Aphetos, donat mănăstirii Hilandar, mărimea medie a unei proprietăți agricole a fost doar de 3,5 modioi (0,08 ha). Impozitele puse populațiilor rurale includ kapnikon (greacă: καπνικόν) sau impozitul pe vatră, synone (greacă: συνονή) sau plata în numerar frecvent afiliată cu kapnikon, ennomion (greacă: εννόμιον) sau impozitul pe pășune și aerikon (greacă: αέρικον, care înseamnă „aerul”), care depindea de populația satului și avea o valoare de la 4 la 20 de monede de aur pe an.
Dieta lor consta în principal din boabe și fasole, iar în comunitățile de pescuit, peștele era de obicei înlocuitorul cărnii. Pâinea, vinul și măslinele au fost părți importante ale dietei bizantine. Soldații în campanie mâncau pâine coaptă la cuptor și uscată numită paximadion (greacă: παξιμάδιον).  Ca și în antichitate și în vremurile moderne, cele mai frecvente cultivări în choraphia (greacă: χωράφια) au fost plantațiile de măslini și podgoriile. În timp ce Liutprand de Cremona, un vizitator din Italia, a găsit vinul grecesc iritant, întrucât era adesea aromatizat cu rășină (Ρετσίνα) majoritatea celorlalți occidentali admirau vinurile grecești, în special celebrul vin de Creta. 
În timp ce vânătoarea și pescuitul erau amândouă obișnuite, țăranii au vânat mai ales pentru a-și proteja cirezile și culturile.  Apicultura, creșterea albinelor, a fost la fel de puternic dezvoltată în Bizanț ca și în Grecia Antică. În afară de agricultură, țăranii, de asemenea, au lucrat în meșteșuguri; inventarele fiscale menționează fierari (greacă: χαλκεύς, chalkeus), croitori (greacă: ράπτης, rhaptes) și cizmari (greacă: τζαγγάριος, tzangarios).

### Soldații

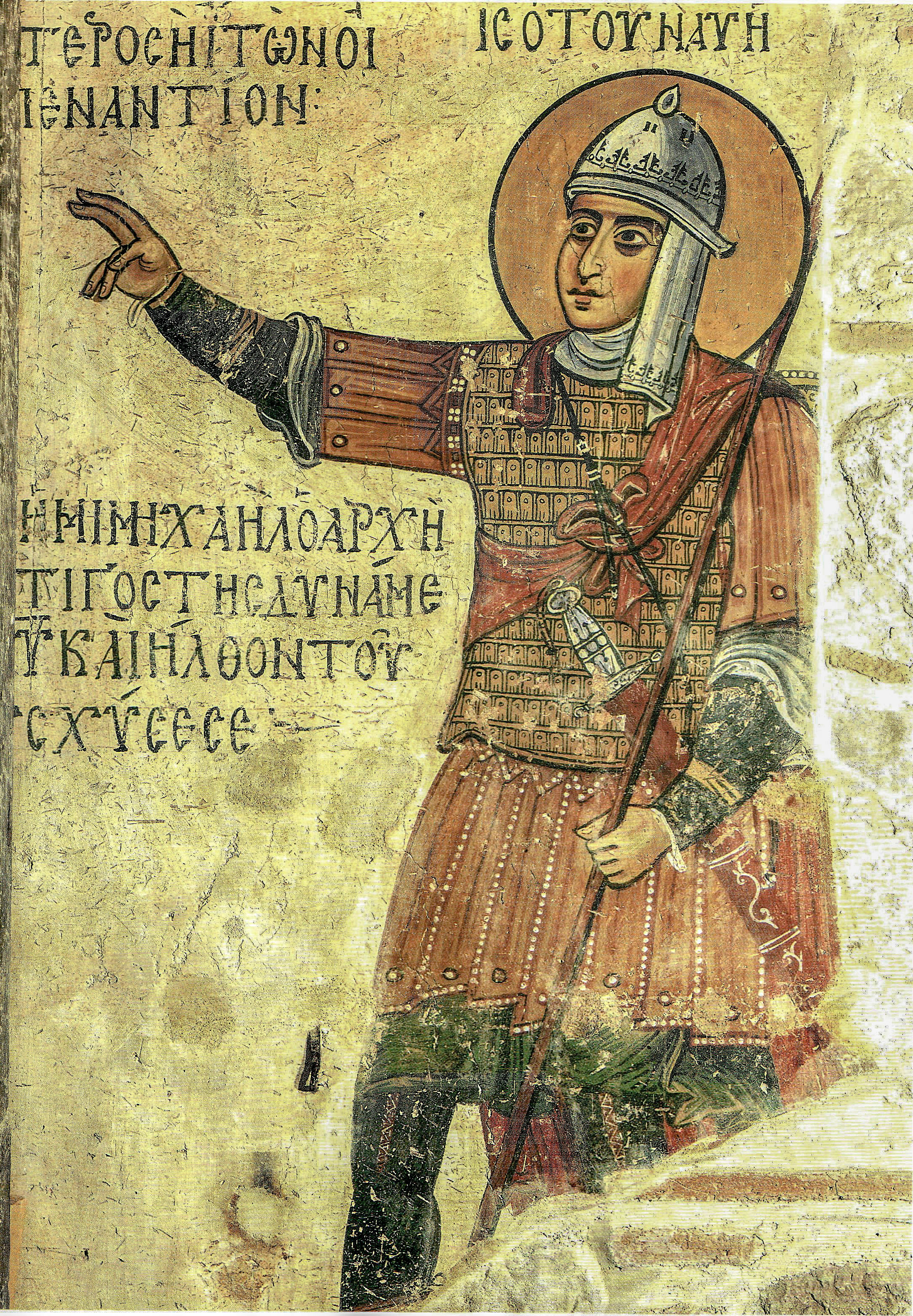
Iosua Navi înfățișat ca un soldat care poartă cămașă de zale klivanion cuirass și o sabie spathion dreaptă (Mănăstirea Hosios Lukas).

În timpul mileniului bizantin, rari au fost anii fără o campanie militară. Soldații erau o parte normală a vieții de zi cu zi, mai mult decât în societățile occidentale moderne. Deși este dificil să distingem soldații romani și bizantinii din punct de vedere organizațional, este mai ușor să facem acest lucru din punct de vedere al profilului lor social.  
Manualele militare cunoscute sub numele de Taktika  au continuat o tradiție elenistică și romană și conțin o mulțime de informații despre aspectul, obiectele, obiceiurile și viața soldaților. 
Ca și în cazul țărănimii, mulți soldați au realizat activități auxiliare, precum medici și tehnicieni. Selecția pentru serviciul militar s-a făcut anual, de asemenea se făceau exerciții militare în timpul iernii. 
Până în secolul al XI-lea, majoritatea recrutărilor se făceau din mediul rural. Din secolul al XI-lea, a început recrutarea profesională și folosirea din ce în ce mai mare a mercenarilor în armată a ruinat tezaurul.  
Din secolul al X-lea, au existat legi care legau proprietatea funciară de serviciul militar. În timp ce statul nu a acordat niciodată pământ pentru un serviciu obligatoriu, soldații și-au folosit solda pentru a cumpăra moșii, iar impozitele erau scăzute sau inexistente în unele cazuri. 
Ca și în antichitate, mâncarea de bază a soldatului a rămas pâinea uscată, deși numele său s-a schimbat din boukelaton (βουκελάτον) în paximadion. 

### Profesorii

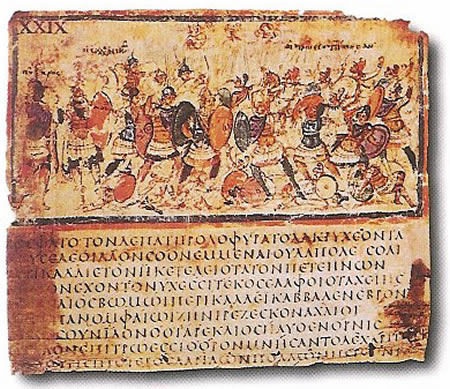
O pagină a Iliadei din secolul al V-lea sau al VI-lea a unui gramatician.

Educația bizantină a fost produsul unei vechi tradiții educaționale grecești care s-a întins până în secolul al V-lea î.Hr.  Acesta a cuprins un sistem tripartit de învățământ care, apărut în perioada elenistică, a fost menținut, cu schimbări inevitabile, până la căderea Constantinopolului.  Etapele de învățământ au fost școala elementară, unde elevii aveau vârste între șase și zece ani, școala gimnazială, unde elevii au avut între zece și șaisprezece ani și învățământul superior.
Învățământul elementar a fost disponibil pe scară largă pe toată perioada existenței Imperiului Bizantin, în orașe și ocazional în mediul rural. La rândul său, aceasta a făcut ca alfabetizarea să fie mult mai răspândită decât în Europa de Vest, cel puțin până în secolul al XII-lea.  Învățământul secundar s-a limitat la orașele mari, în timp ce învățământul superior a existat exclusiv la Constantinopol (Πανδιδακτήριον). 
Deși nu a fost o societate de alfabetizare în masă ca societățile moderne, societatea bizantină  a fost profund alfabetizată. Pe baza informațiilor dintr-o gamă extinsă de documente bizantine din diferite perioade (adică omilii, Ecloga etc. ), Robert Browning a ajuns la concluzia că, deși cărțile erau obiecte de lux, iar alfabetizarea funcțională (citirea și scrierea) era larg răspândită, dar în mare măsură limitată la orașe și mănăstiri, accesul la educația elementară a fost asigurat în majoritatea orașelor pentru o mare parte a timpului și uneori în sate.
Nikolaos Oikonomides. concentrându-se pe alfabetizarea bizantină din secolul al XIII-lea în vestul Asiei Mici, a afirmat că societatea bizantină a avut „o biserică complet alfabetizată, o aristocrație aproape complet alfabetizată, câțiva călăreți alfabetizați, țărani analfabeți," foarte puțini țărani știau să citească.
Ioannis Stouraitis estimează că procentul populației Imperiului cu un anumit grad de alfabetizare a fost cel mult 15-20% bazat în principal pe mențiunea analfabetismului cavalerilor bizantini tourmarchai în Tactica împăratului Leon al VI-lea Filozoful (domnie 886–912). 
În Bizanț, profesorul școlii elementare a ocupat o poziție socială scăzută și a predat mai ales din cărți simple de basme (Fabulele lui Esop erau deseori folosite). Cu toate acestea, gramaticianul și retoricianul, profesorii responsabili pentru următoarele două faze ale educației, au fost mai respectați. Aceștia au folosit texte grecești clasice precum Iliada sau Odiseea lui Homer și o mare parte a timpului lor a fost ocupat cu explicații detaliate cuvânt cu cuvânt.  
Cărțile au fost rare și foarte scumpe și probabil au fost deținute doar de profesori care dictau pasaje studenților.

### Femeile

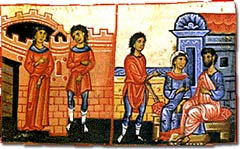
Scene ale căsătoriei și ale vieții de familie din Constantinopol.

Femeile au avut tendința de a fi trecute cu vederea în studiile bizantine, deoarece societatea bizantină a lăsat puține înregistrări despre ele. Femeile erau dezavantajate în anumite aspecte ale statutului lor juridic și în accesul lor la educație și limitate în libertatea de mișcare. Viața unei femei grecești bizantine ar putea fi împărțită în trei faze: copilăria, maternitatea și văduvia.
Copilăria a fost scurtă și periculoasă, cu atât mai mult pentru fete decât pentru băieți. Există unele dovezi ale infanticidului feminin (de exemplu, abandonul pe drum și sufocarea), deși era contrar dreptului civil și canonic. Oportunitățile educaționale pentru fete erau puține: nu frecventau școlile obișnuite, dar erau învățate în grupuri de acasă de către tutori. Cu puține excepții, educația s-a limitat la alfabetizare și la Biblie; o excepție faimoasă este prințesa Ana Comnena (1083–1153), a cărei lucrare, Alexiada prezintă o mare profunzime de erudiție. O altă excepție faimoasă este renumita poetă și compozitoare bizantină din secolul al IX-lea, Sfânta Casiana. Majoritatea vieții zilnice a unei tinere a fost petrecută în treburile gospodărești și agrare, pregătindu-se pentru căsătorie. 
Pentru majoritatea fetelor, copilăria a luat sfârșit odată cu apariția pubertății, care era urmată la scurt timp de logodnă și căsătorie. Deși căsătoria aranjată de familie era norma socială, dragostea romantică nu era necunoscută.  Majoritatea femeilor au avut mulți copii, dar puțini au supraviețuit la început, iar durerea pentru pierderea unei persoane dragi a fost o parte inalienabilă din viață. Principala formă de control a nașterii a fost abstinența și, deși există dovezi de contracepție, se pare că a fost folosită în principal de prostituate.
Datorită normelor predominante de modestie, femeile au purtat îmbrăcăminte care le acoperea întregul corp, cu excepția mâinilor. În timp ce femeile sărace purtau uneori tunici fără mâneci, majoritatea femeilor erau obligate să-și acopere chiar și părul cu un voal lung, maphorion (μαφόριον ). Femeile bogate au cheltuit sume de bani pentru împodobirea hainelor cu bijuterii rafinate și țesături fine de mătase. Divorțul era greu de obținut, chiar dacă existau legi care să le permită.  Soții își băteau de cele mai multe ori soțiile, deși existau și cazuri de soți bătuți de soțiile lor, ca în descrierea lui Theodore Prodromos despre un soț bătut în poeziile Ptochoprodromos.  
Deși speranța de viață a femeilor în Bizanț era mai mică decât cea a bărbaților, din cauza morții la naștere, în războaie și a faptului că bărbații căsătoriți erau mai tineri decât soțiile lor, erau numeroase femei văduve.  Totuși, unele femei au reușit să ocolească restricțiile societății și să lucreze ca artizane, comerciante, starețe și savante.

### Antreprenorii

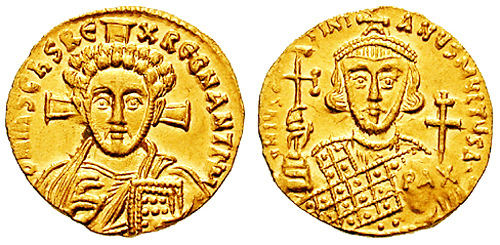
Solidus din aur - al lui Iustinian II, bătut după 692.

Clasa de comercianți,  în special cea a Constantinopolului, a devenit o forță proprie care a fost în stare, uneori, chiar să-l amenințe pe împărat așa cum s-a întâmplat în secolele XI și XII.  Acest lucru a fost realizat prin utilizarea eficientă a creditului și a altor inovații monetare. Comercianții au investit fonduri excedentare în produse financiare numite chreokoinonia (χρεοκοινωνία ), echivalentul și, poate, strămoșul commendei italiene de mai târziu. 
În cele din urmă, puterea de cumpărare a comercianților bizantini a devenit atât de mare încât au influențat prețurile pe piețe cât mai îndepărtate, cum ar fi cele din Cairo și Alexandria.  Pentru a reflecta succesul lor, împărații au dat comercianților dreptul de a deveni membri ai Senatului, adică de a se integra cu elita conducătoare. 
Motivul pentru care comercianții greci bizantini au fost deseori neglijați în istoriografie nu este faptul că erau mai puțin capabili decât colegii lor greci antici sau moderni în chestiuni comerciale. Mai degrabă a luat naștere din modul în care istoria a fost scrisă în Bizanț, care era adesea sub patronajul concurenților lor, al instanței și al aristocrației funciare. 
Faptul că, în cele din urmă, au fost depășiți de rivalii lor italieni este datorită privilegiilor dobândite de statele cruciaților în cadrul Levantului și violenței maritime dominante a italienilor. 

### Clerul
Spre deosebire de Europa occidentală, unde preoții erau clar delimitați de laici, clericii Imperiului Roman de Răsărit au rămas în strânsă legătură cu restul societății.
Cititorii și sub-diaconii erau angajați dintre laici și trebuiau să aibă vârsta de cel puțin douăzeci de ani, în timp ce preoții și episcopii trebuiau să aibă cel puțin 30 de ani. Spre deosebire de biserica latină, biserica bizantină a permis preoților și diaconilor să fie căsătoriți, atât timp cât au fost căsătoriți înainte de hirotonire. Episcopii, însă, trebuiau să fie necăsătoriți.  
În timp ce ierarhia religioasă se baza pe diviziunile administrative ale Imperiului, clerul era mai omniprezent decât slujitorii împăratului. Până în secolul al V-lea, Patriarhul Constantinopolului a fost recunoscut ca fiind primul dintre egalii celor patru patriarhii estice și ca statut egal cu Papa de la Roma.
Provinciile ecleziastice au fost numite eparhii și au fost conduse de arhiepiscopi sau mitropoliți care supravegheau episcopii subordonați sau episkopoi. Cu toate acestea, pentru cei mai mulți oameni, preotul paroh sau papas (din cuvântul grecesc pentru „tată”) a fost cea mai recunoscută față a clerului. 

## Cultură

### Limba

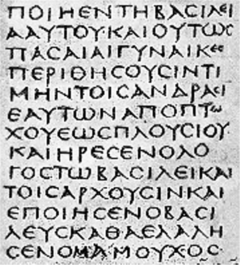
Alfabet uncial, dintr-un manuscris din secolul al IV-lea al Septuaginta.

Imperiul Roman de Răsărit era ca limbă și civilizație o societate greacă. Din punct de vedere lingvistic, greaca bizantină sau medievală este situată între fazele elenistice (Koine) și cele moderne ale limbii. Încă din epoca elenistică, greaca a fost limba franca a elitelor educate din Mediterana estică, vorbită nativ în sudul Balcanilor sud, insulele grecești, Asia Mică și coloniile grecești antice și elenistice din sudul Italiei, Marea Neagră, vestul Asiei și Africa Nordică. La începutul mileniului bizantin, greaca comună  koine (greacă: κοινή) a rămas baza scrierilor grecești și creștine vorbite, în timp ce greaca atică era limba filozofilor și a oratorilor. 
Pe măsură ce creștinismul a devenit religia dominantă, greaca atică a început să fie folosită în scrierile creștine pe lângă și adesea intercalată cu greaca comună koine. Cu toate acestea, din secolul al VI-lea până în secolul al XII-lea, greaca atică a rămas înrădăcinată în sistemul educațional; în timp ce alte modificări ale limbii vorbite pot fi postulate pentru perioadele bizantine timpurii și mijlocii.  
Populația Imperiului Bizantin, cel puțin în primele sale etape, a avut o varietate de limbi materne, printre care și greaca. Alte limbi folosite au fost latina, aramaica, copta și limbile caucaziene, în timp ce Cyril Mango citează, de asemenea, dovezi privind bilingvismul din sud și sud-est. Aceste influențe, precum și un flux de oameni de origine arabă, celtică, germanică, turcă și slavă, au dat limbii greacă medievale mai multe cuvinte de împrumut care au supraviețuit în limba greacă modernă. Începând cu secolul al XI-lea, a existat, de asemenea, o creștere constantă a utilizării literare a limbii populare. 
În urma celei de-a patra cruciade, a existat un contact sporit cu Occidentul; iar lingua franca a comerțului a devenit cea italiană.
Cu toate acestea, diglosia lumii de limbă greacă, care începuse deja în Grecia antică, a continuat sub stăpânirea otomană și a persistat în statul grec modern până în 1976, cu toate că greaca comună koine rămâne limba oficială a Bisericii Ortodoxe Grecești. După cum se arată în poeziile lui Ptochoprodromos (Theodore Prodromos), o etapă timpurie a limbii moderne a fost deja modelată în secolul al XII-lea și, probabil, mai devreme. Limba populară de zi cu zi a continuat să fie cunoscută ca „Romaic” („romană”) până în secolul al XX-lea.

### Religie

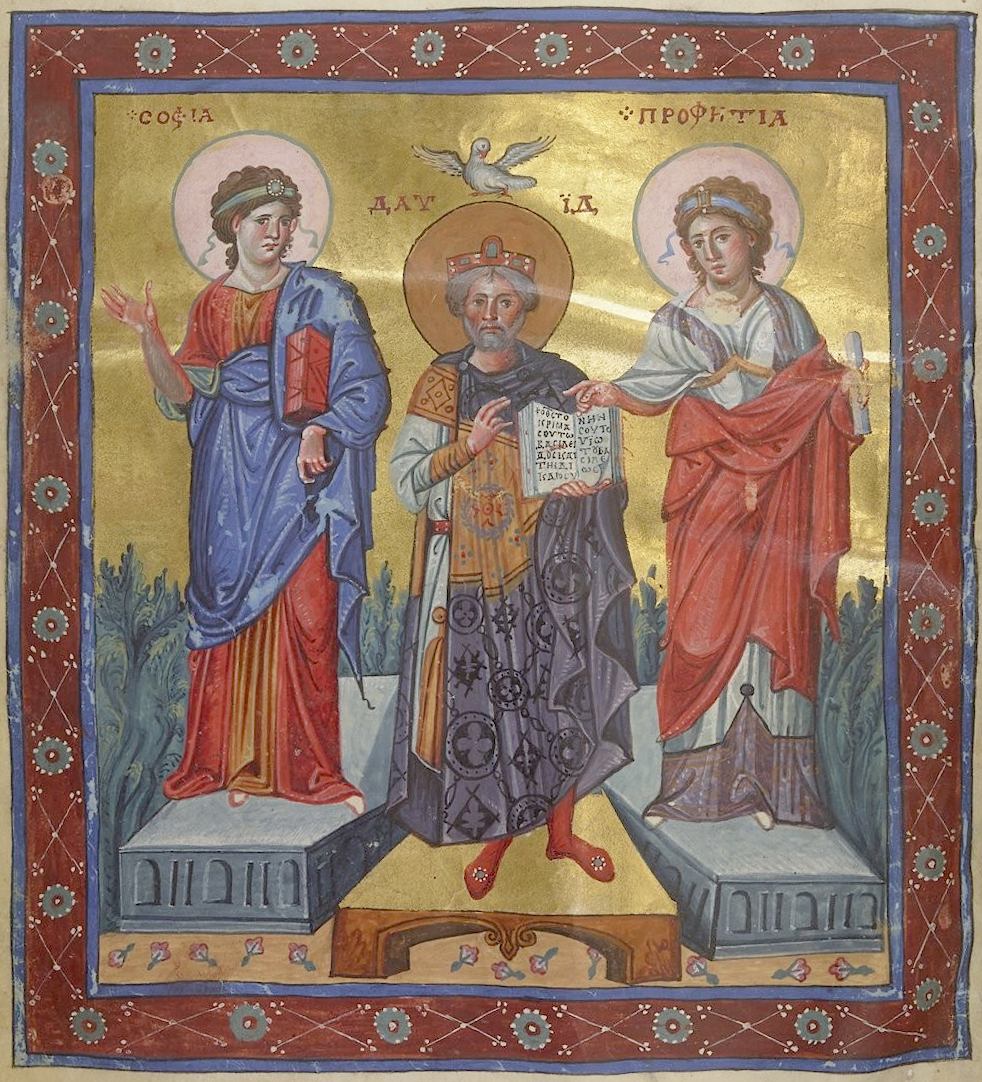
Regele David în violetul imperial (Psaltirea de la Paris).

Pe vremea lui Constantin cel Mare (domnie 306–337), aproape 10% din populația Imperiului Roman o formau creștinii, majoritatea fiind populație urbană și aflată în general în partea de est a Imperiului Roman. Majoritatea oamenilor au onorat încă vechii zei în modul public roman de religio. Pe măsură ce creștinismul a devenit un sistem filosofic complet, a cărui teorie și apologetică erau puternic recunoscătoare cuvântului clasic, acest lucru s-a schimbat. În plus, Constantin, ca Pontifex Maximus, era responsabil pentru cultul sau veneratia corectă a zeității în conformitate cu fosta practică romană. Trecerea de la vechea religie la cea nouă a presupus câteva elemente de continuitate, precum și ruperea cu trecutul, cu toate că moștenirea artistică a păgânismului a fost literalmente rupt de zelul creștin.
Creștinismul a dus la dezvoltarea câtorva fenomene caracteristice Bizanțului. Anume legătura intimă dintre Biserică și Stat, o moștenire a cultului roman. De asemenea, crearea unei filozofii creștine care i-a ghidat pe grecii bizantini în viața lor de zi cu zi.  Și, în sfârșit, dihotomia dintre idealurile creștine ale Bibliei și paideia greacă clasică, care nu a putut fi însă lăsată în afara, deoarece o mare parte din erudiția și filozofia creștină depindeau de ea. Aceste fenomene au modelat caracterul grecesc bizantin și percepțiile asupra lor și ale altora. 
Creștinii din timpul lui Constantin format doar 10% din populație.  Procentul s-a ridicat la 50% până la sfârșitul secolului al IV-lea și la 90% până la sfârșitul secolului al V-lea. 
Supraviețuirea Imperiului a asigurat un rol activ al împăratului în treburile Bisericii. Statul bizantin a moștenit din timpurile păgâne rutina administrativă și financiară a organizării afacerilor religioase, iar această rutină a fost aplicată Bisericii creștine. Urmând modelul stabilit de Eusebiu din Cezareea, bizantinii l-au văzut pe împărat ca reprezentant sau mesager al lui Hristos, responsabil în special pentru propagarea creștinismului printre păgâni. Cu toate acestea, rolul imperial în afacerile Bisericii nu s-a dezvoltat niciodată într-un sistem fix, legal definit.
Odată cu declinul Romei și disensiunea internă în celelalte patriarhii răsăritene, biserica din Constantinopol a devenit, între secolele al VI-lea și al XI-lea, cel mai bogat și mai influent centru al creștinătății.
  

Chiar și când Imperiul Bizantin a fost redus la o umbră a trecutului său glorios, Biserica, ca instituție, a exercitat atâta influență atât în interiorul, cât și în afara frontierelor imperiale ca niciodată. După cum subliniază George Ostrogorski: 
 „Patriarhia Constantinopolului a rămas centrul lumii ortodoxe, cu scaune și arhiepiscopii metropolitane subordonate pe teritoriul Asiei Mici și Balcanilor, în  fostul Bizanț, precum și în Caucaz, Rusia și Lituania. Biserica a rămas cel mai stabil element din Imperiul Bizantin." 
 În ceea ce privește religia, Macedonia greacă bizantină este de asemenea semnificativă pentru că a fost casa Sfinților Chiril și Metodiu, doi frați greci din Salonic (Salonika) care au fost trimiși în misiuni sponsorizate de stat pentru a răspândi creștinismul în rândul slavilor din Balcani și Europa de Est-Centrală. În acest scop Chiril și Metodiu au trebuit să traducă Biblia creștină în propria limbă a slavilor, pentru care au inventat un alfabet care a devenit cunoscut sub numele de limba slavă veche. Astfel cei doi frați greci au devenit pionieri ai literaturii slave și cei care au învățat pentru prima dată civilizația bizantină și creștinismul ortodox slavilor până atunci analfabeți și păgâni. 

## Identitate

### Auto-percepție

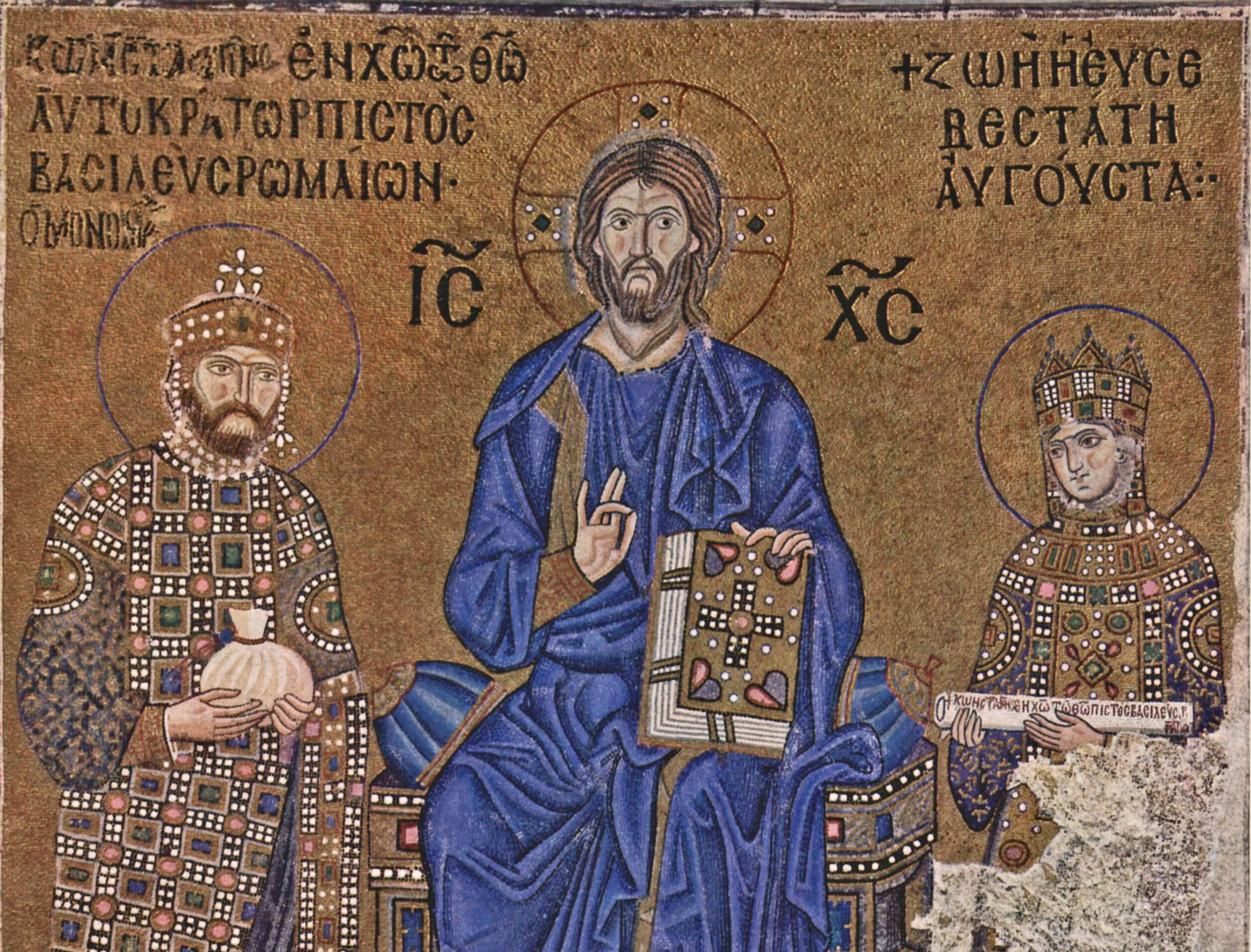
Mozaicul din Hagia Sophia din secolul 11 În stânga, Constantin IX „credincios în Hristos Dumnezeul, împărat al romanilor”.

În studiile bizantine moderne, există în prezent trei școli principale de gândire asupra identității romane din estul medieval. 
- În primul rând, o școală de gândire care s-a dezvoltat în mare parte sub influența naționalismului grec modern, tratează identitatea romană ca forma medievală a unei identități naționale grecești perene. În această privință, ca moștenitori ai grecilor și romanilor antici, bizantinii s-au gândit la ei înșiși ca Rhomaioi, sau romani, deși știau că sunt etnici greci.[82]
- În al doilea rând, care ar putea fi considerat preponderent în domeniu, consideră „romanitatea” modul de auto-identificare a subiecților unui imperiu multi-etnic cel puțin până în secolul al XII-lea, în care supușii au fost identificați drept romani.
- În al treilea rând, o școală de gândire susține că identitatea romană de est a fost o identitate națională pre-modernă separată.[83] Consensul stabilit în domeniul studiilor bizantine nu pune în discuție auto-identificarea „bizantinilor” ca romani. [84]

Trăsăturile definitorii de a fi considerat unul dintre Rhomaioi erau a fi un creștin ortodox și mai important vorbitor de limba greacă, caracteristici care trebuiau dobândite la naștere, dacă nu vroiau să fie considerați alogeni sau chiar barbari.
Termenul folosit mai ales pentru a descrie pe cineva care era străin atât pentru bizantini cât și pentru statul lor era etnikós (greacă: ἐθνικός), termen care a descris inițial non-evreii sau ne-creștinii, dar și-a pierdut sensul religios. Majoritatea istoricilor sunt de acord că trăsăturile definitorii ale civilizației lor au fost: 1) limba, cultura, literatura și știința greacă, 2) dreptul și tradiția romană, 3) credința creștină.
Grecii bizantini au fost și s-au perceput ca fiind moștenitori ai culturii Greciei antice,  moștenitorii politici ai Romei imperiale,   și urmașii apostolilor. Astfel, simțul lor de „romanitate” era diferit de cel al contemporanilor lor din Occident. „Romaic” era numele limbii grecești vulgare, spre deosebire de „elenă”, care era forma sa literară sau doctrinară. A fi roman era mai ales o chestiune de cultură și religie, mai degrabă decât să vorbească limba greacă sau să trăiască pe teritoriul bizantin și nu avea nicio legătură cu rasa.  Dându-și seama că imperiul restaurat deținea țări ale grecilor antici și avea o populație în mare parte descendentă a grecilor antici, unii savanți precum George Gemistos Plethon și John Argyropoulos    au pus în evidență trecutul păgân grec și creștin roman, mai ales în timpul perioadei declinului politic bizantin. După 1204, entitățile succesoare bizantine au fost în majoritate state de limba greacă, dar nu state naționale precum Franța și Anglia din acea vreme. Riscul sau realitatea stăpânirii străine și nu un fel de conștiință națională greacă a fost elementul primar care a reunit bizantinii contemporani.
Elitele bizantine și oamenii obișnuiți au dezvoltat o stimă de sine bazată pe superioritatea lor culturală percepută față de străini, pe care îi vedeau cu dispreț, în ciuda unor complimente pentru străini ca de exemplu andreîos Rhōmaióphrōn (ἀνδρεῖος Ῥωμαιόφρων , cu sensul aproximativ „un curajos cu minte romană”).  
Întotdeauna a existat un element de indiferență sau neglijare a tot ceea ce nu era grec, care era prin urmare barbar.

### Discurs oficial
În discursul oficial, „toți locuitorii imperiului erau supuși ai împăratului și, prin urmare, erau romani”. Astfel, definiția primară a Rhōmaios a fost „politică sau de stat”.
Pentru a deveni „roman” plin și indubitabil, cel mai bine era să fii creștin ortodox grec și vorbitor de greacă, cel puțin public.  
Cu toate acestea, uniformitatea culturală pe care biserica bizantină și statul o urmăreau prin ortodoxie și limba greacă nu a fost suficientă pentru a șterge identități distincte și nici nu și-a propus acest lucru

### Identitate regională
Adesea, identitatea locală (geografică) poate să depășească identitatea ca Rhōmaios. Termenii xénos (greacă: ξένος ) și exōtikós (greacă: ἐξωτικός) au desemnat „persoane străine de populația locală”, indiferent dacă erau din străinătate sau din altă parte a Imperiului Bizantin.  „Când o persoană era plecată de acasă era un străin și era deseori tratat cu suspiciune. Un călugăr din Asia Mică de Vest care s-a alăturat unei mănăstiri din Ponus a fost „disperat și maltratat de toată lumea ca străin”. Corolarul către solidaritatea regională a fost ostilitatea regională." 

### Renașterea elenismului
Din punct de vedere evolutiv, Bizanțul a fost un imperiu multi-etnic care a apărut ca imperiu creștin, a conținut în scurt timp imperiul elenizat al Orientului și și-a încheiat istoria de o mie de ani, în 1453, ca stat ortodox grec: un imperiu care a devenit o națiune, aproape în sensul modern al cuvântului. Prezența unei culturi literare distinctive și bogată din punct de vedere istoric a fost, de asemenea, foarte importantă în împărțirea dintre Orientul „grecesc” și Vestul „latin” și astfel în formarea ambelor. A fost un imperiu multi-etnic unde predomina elementul elen, în special în perioada finală a sa.
Limbă vorbită și statul, semnele identității care urmau să devină un principiu fundamental al naționalismului din secolul al XIX-lea în toată Europa au devenit, întâmplător, o realitate într-o perioadă a istoriei grecești medievale. După ce Imperiul a pierdut teritorii non-grecești în secolele al VII-lea și al VIII-lea, "grec" (Ἕλλην), când nu a fost folosit pentru a semnifica "păgân", a devenit sinonim cu "roman" (Ῥωμαῖος) și „creștin” (Χριστιανός) înseamnă cetățean grec creștin al Imperiului Roman [de Est].
În contextul creșterii puterii venețiene și genoveze în estul Mediteranei, asocierea cu elenismul a prins rădăcină în rândul elitei bizantine, din cauza dorinței de a se distinge de vestul latin și de a formula pretenții legitime asupra țărilor vorbitoare de greacă.
Începând cu secolul al XII-lea, scriitorii romani bizantini au început să se despartă de trecutul latin înainte de Constantin al Imperiului, deși elenii păgâni erau încă priviți ca un grup diferit de bizantini.
Prima dată când termenul „elen” a fost folosit pentru a însemna „bizantin” în corespondența oficială a fost într-o scrisoare către împăratul Manuel I Komnenus (1118-1180). Începând din secolul al XII-lea și mai ales după 1204, anumiți intelectuali greci bizantini au început să folosească etnonimul grecesc antic Héllēn (greacă: Ἕλλην ) pentru a descrie civilizația bizantină. După căderea Constantinopolului în mâinile cruciaților în 1204, un cerc mic din elita Imperiului din Niceea a folosit termenul elen ca termen de auto-identificare. De exemplu, într-o scrisoare către Papa Grigorie al IX-lea, împăratul de la Niceea Ioan al III-lea Doukas Vatatzes (domnie 1221–1254) a pretins că a primit darul regalității de la Constantin cel Mare și a pus accent pe descendența sa „elenă”, înălțând înțelepciunea poporului grec. El prezenta cultura elenă ca parte integrantă a politicii bizantine în sfidarea revendicărilor latine. Împăratul Teodor al II-lea Laskaris (domnie  1254-1258), singurul din această perioadă care a folosit în mod sistematic termenul elen ca termen de auto-identificare, a încercat să reînvie tradiția elenă prin încurajarea studiului filozofiei, căci în opinia sa nu exista pericol ca filozofia „să-i abandoneze pe greci și să caute refugiu printre latini”. Cu toate acestea, pentru istoricii curții din Niceea, precum George Akropolites și George Pachymeres, Rhomaios a rămas singurul termen semnificativ de auto-identificare, în ciuda urmelor de influență ale împăraților din Niceea în scrierile lor.
În timpul dinastiei Palaeolog,  după ce bizantinii au recucerit Constantinopolul, Rhomaioi a devenit din nou dominant ca termen pentru auto-descriere și există puține urme ale elenismului, cum ar fi în scrierile lui George Gemistos Plethon;  filosoful neoplatonic  a afirmat că „Noi suntem eleni prin rasă și cultură” și a propus un Imperiu bizantin renăscut în urma unui sistem elenic utopic de guvernare centrat în Mistras. Sub influența lui Plethon, John Argyropoulos, s-a adresat împăratului Ioan al VIII-lea Paleologul (domnie 1425-1448) ca „Regele Soare al lui Elládei” și a îndemnat pe ultimul împărat bizantin, Constantin al XI-lea Paleologul (domnie 1449-1453), să se proclame „regele elenilor”. Aceste expresii în mare parte retorice ale identității elene au fost limitate într-un cerc foarte mic și nu au avut niciun impact asupra oamenilor. Ideile lor au fost însă continuate de intelectualii bizantini care au participat la Renașterea italiană.

### Percepție occidentală

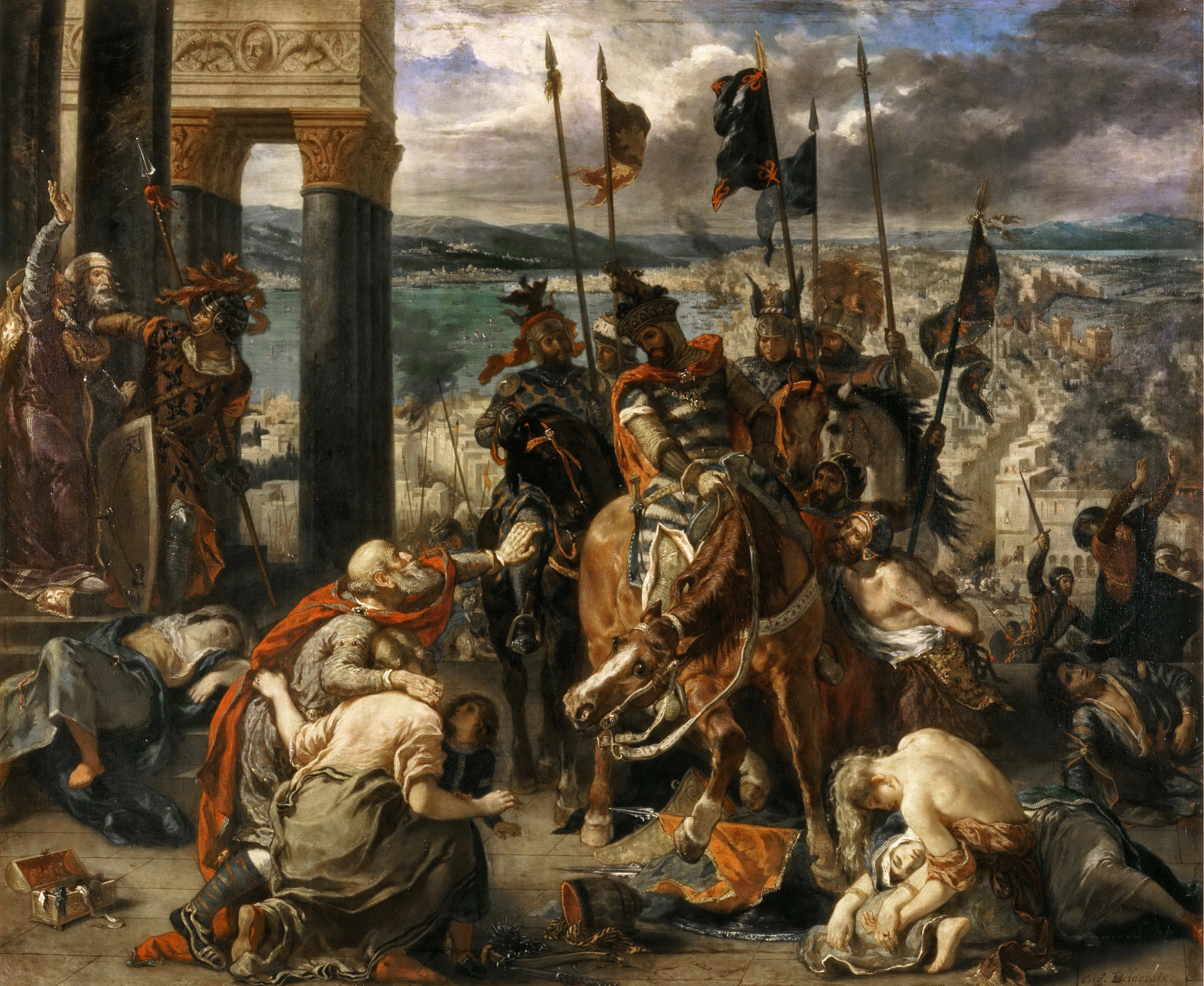
Intrarea cruciaților în Constantinopol, de Eugène Delacroix, 1840.

În ochii Occidentului, după încoronarea lui Carol cel Mare, bizantinii nu au fost recunoscuți ca moștenitori ai Imperiului Roman. Bizanțul a fost perceput mai degrabă ca o continuare coruptă a Greciei antice și a fost adesea denumit „Imperiul Grecilor” sau „Regatul Greciei”. Astfel de negări ale moștenirii romane ale Bizanțului și drepturilor ecumenice ar fi instigat primele resentimente dintre greci și „latini” (pentru ritul liturgic latin) sau „franci” (pentru etnia lui Carol cel Mare), așa cum au fost denumiți de greci.
Opinia populară occidentală este reflectată în Translatio militiae, al cărui autor latin anonim afirmă că grecii și-au pierdut curajul și cunoștințele lor și, prin urmare, nu s-au alăturat războiului împotriva infidelilor. Într-un alt pasaj, grecii antici sunt lăudați pentru îndemânarea lor militară și pentru știința lor, prin care autorul face un contrast cu grecii bizantini contemporani, care erau în general priviți ca un popor non-războinic și schismatic. Deși această reputație pare ciudată pentru ochii moderni, având în vedere operațiunile militare neîncetate ale bizantinilor și lupta lor din secolul al VIII-lea împotriva islamului și a statelor islamice, ea reflectă sofisticarea politică a bizantinilor, care au folosit diplomația și comerțul, precum și forța armată în politica externă, și nivelul înalt al culturii lor, în contrast cu râvna cruciaților și ignoranța și superstiția Occidentului medieval. După cum a spus istoricul Steven Runciman: 
„De când strămoșii noștri cruciați au văzut pentru prima dată Constantinopolul și au întâlnit, spre dezgustul lor disprețuitor, o societate în care toată lumea știa să citească și să scrie, în care se foloseau furculițe la masă și se prefera diplomația în locul războiului, a fost la modă să se uite la bizantinii cu dispreț și să folosească numele lor ca sinonim al decadenței".
Un punct de cotitură în modul în care ambele părți s-au văzut reciproc este probabil Masacrul asupra latinilor din Constantinopol în 1182. Masacrul a urmat în urma detronării Mariei de Antiohia, o prințesă normando-francă (deci „latină”), care domnea ca regentă a fiului ei minor împărat, Alexie al II-lea Comnenul. Maria era profund nepopulară din cauza favoritismului arătat negustorilor italieni în timpul regenței. Sărbătorile populare după detronarea ei s-au transformat rapid în revolte și masacre. Evenimentul și rapoartele oribile ale supraviețuitorilor au inflama tensiunile religioase din Occident, ceea ce a dus ca represalii la asediul și jefuirea Tesalonicului, al doilea cel mai mare oraș al imperiului, de către Guillaume al II-lea al Siciliei. Un exemplu al părerilor occidentale din acea vreme sunt scrierile lui Guillaume de Tir, care a descris „națiunea greacă” ca „pui de vipere, ca un șarpe în sân sau un șoarece în garderobă”.

### Percepție estică
În Orient, perșii și arabii au continuat să-i considere pe grecii romani de est (bizantini) drept „romani” (arabă: ar-Rūm) după căderea Imperiului Roman de Vest, de exemplu, a 30-a sura a Coranului (Ar - Rum) se referă la înfrângerea bizantinilor („Rum” sau „romani”) conduși de Heraclius în fața perșilor în bătălia de la Antiohia (613) și promit o eventuală victorie bizantină („romană”). Această desemnare tradițională a bizantinilor ca [estici] romani în lumea musulmană a continuat de-a lungul Evului Mediu, ducând la nume precum Sultanatul de Rum („Sultanatul Romei”) în Anatolia cucerită și nume personale precum Rumi, misticul poet persan care a trăit în Konya bizantină în anii 1200.
Geografii arabi medievali târzii au considerat pe bizantini ca Rum (romani) nu ca greci, de exemplu Ibn Battuta a văzut pe Rum (atunci în decădere) ca niște „continuatori palizi și succesori ai grecilor antici (Yunani) în problemele culturale.
Otomanii musulmani s- au referit, de asemenea, la rivalii lor greci bizantini ca Rûm, „romani”, iar acest termen este încă în uz oficial în Turcia pentru nativii vorbitori de limbă greacă (Rumlar) din Istanbul; a se vedea Patriarhia ecumenică a Constantinopolului - în turcă Rum Ortodoks Patrikhanesi, "Patriarhia ortodoxă romană".
Multe toponime din Anatolia derivă din acest cuvânt turcesc (Rûm, „romani”) pentru bizantini: Erzurum („Arzan al romanilor”), Rumelia („Țara romanilor”) și Rumiye-i Suğra („Mica Romă", regiunea Amasya și Sivas).

## Istorie post-bizantină

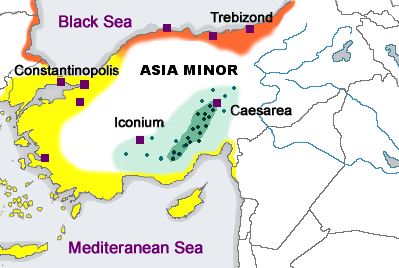
Distribuția dialectelor din greaca bizantină în 1923. Limba greacă modernă în galben. Limba greacă pontică în portocaliu. Limba greacă capadociană în verde, cu puncte verzi care indică satele individuale de limbă greacă capadociană în 1910.

Grecii bizantini, care au format majoritatea Imperiului Bizantin în perioada sa de glorie, au ajuns treptat sub dominația puterilor străine odată cu declinul Imperiului în Evul Mediu. Cei care au ajuns sub stăpânirea arabă musulmană, fie au fugit de pe fostele meleaguri, fie s-au supus noilor conducători musulmani, primind statutul de Dhimmi. De-a lungul secolelor, aceste societăți creștine supraviețuitoare ale unor foști greci bizantini pe tărâmuri arabe au evoluat în grecii Antiohiei, melkiți sau au fuzionat în societățile de arabi creștini, existente până în zilele noastre. 
Majoritatea grecilor bizantini locuiau în Asia Mică, în sudul Balcanilor și în insulele din Marea Egee. Aproape toți acești greci bizantini au căzut sub stăpânirea musulmanilor turci până în secolul al XVI-lea. Mulți și-au păstrat identitățile, cuprinzând în cele din urmă statele grecești și cipriote moderne, precum și minoritățile grecești capadociene și grecești pontice ale noului stat turc. Aceste ultime grupuri, grupurile bizantine moștenite din Anatolia, au fost nevoite să emigreze din Turcia în Grecia în 1923 prin schimbul de populație între Grecia și Turcia. Alți greci bizantini, în special în Anatolia, s-au convertit la islam și s-au turcificat între timp.
În afară de termenul occidental „Graikoi” („greci”), care nu a fost în uz obișnuit, ci folosit ca termen de auto-desemnare până în secolul al XIX-lea de către savanți și un număr mic de oameni din Occident, poporul grec modern încă folosește termenul bizantin „Romaioi” sau „Romioi” („Romani”) pentru a se referi la ei înșiși, precum și termenul „Romaic” („romană”) pentru a se referi la limba lor greacă modernă.
Multe populații ortodoxe grecești, în special cele din afara noului stat grec modern independent, au continuat să se refere la ei înșiși drept Romioi (adică Romani, bizantini) până în secolul al XX-lea. Peter Charanis, care s-a născut pe insula Lemnos în 1908 și a devenit ulterior profesor de istorie bizantină la Universitatea Rutgers, a spus că atunci când insula a fost luată de la Otomani de Grecia în 1912, soldații greci au fost trimiși în fiecare sat și staționați în piețele publice. Unii dintre copiii insulei au alergat să vadă cum arătau soldații greci. „La ce te uiți?”, A întrebat unul dintre soldați.  La Hellenes , au răspuns copiii. „Nu sunteți și voi eleni?” a întrebat soldatul. Nu, noi suntem romani, au răspuns copiii.